# Гаффаргаон
Гаффаргаон (бенг. গফরগাঁও, англ. Gaffargaon) — город на севере Бангладеш, административный центр одноимённого подокруга. Площадь города равна 12,21 км². По данным переписи 2001 года, в городе проживало 20 284 человека, из которых мужчины составляли 51,29 %, женщины — соответственно 48,71 %. Уровень грамотности населения составлял 37,9 % (при среднем по Бангладеш показателе 43,1 %).